# Gewone ereprijs
De gewone ereprijs of gamander-ereprijs (Veronica chamaedrys) is een vaste plant uit de Weegbreefamilie (Plantaginaceae). De plant heeft azuurblauwe bloemen, die ongeveer 1-1,5 cm groot zijn. Aan de buitenkant worden de bloemen wat lichter van kleur. Bloemen die al een dag oud zijn krijgen een wat roodachtige zweem. De bloem sluit zich bij langdurige regenval en harde wind. Bovendien gaan de gesloten bloemen hangen. De bloem wordt vanwege stuifmeel en nectar bezocht door vliegen, de honingbij en kevers.
De eironde bladeren zijn gekarteld en aan de voet afgerond. Kenmerkend voor deze soort is dat de beharing van de stengel in twee rijen geconcentreerd is.
De gewone ereprijs is een plant van matig voedselrijke, vochtige graslanden en lichte bossen en struwelen. De soort groeit veel in bermen en op dijken. Ook kan hij in gazons voorkomen. Doordat deze zoveel gemaaid worden, komt hij dan niet tot bloei.